# أوستين ديني
أوستين ديني (بالإنجليزية: Austin Denney)‏ هو لاعب كرة قدم أمريكية أمريكي، ولد في 2 يناير 1944 في ناشفيل في الولايات المتحدة، وتوفي في 20 يناير 2009 في نوكسفيل في الولايات المتحدة.

## وصلات خارجية
- أوستين ديني على موقع مرجع كرة القدم المحترفة.كوم (الإنجليزية)